# IKCO Runna
IKCO Runna este un automobil de familie fabricat în Iran sub licența companiei Peugeot și care se supune criteriilor europene Euro NCAP.

## Variante fabricate
Runna dispune de două variante de motorizare:
- 1,6l, benzină, Euro 4
- 1,7l, GPL, Euro 5

Se preconizează o producție anuală de circa 150.000 de automobile.